# Aeolesthes aurifaber
Aeolesthes aurifaber là một loài bọ cánh cứng trong họ Cerambycidae.

## Hình ảnh

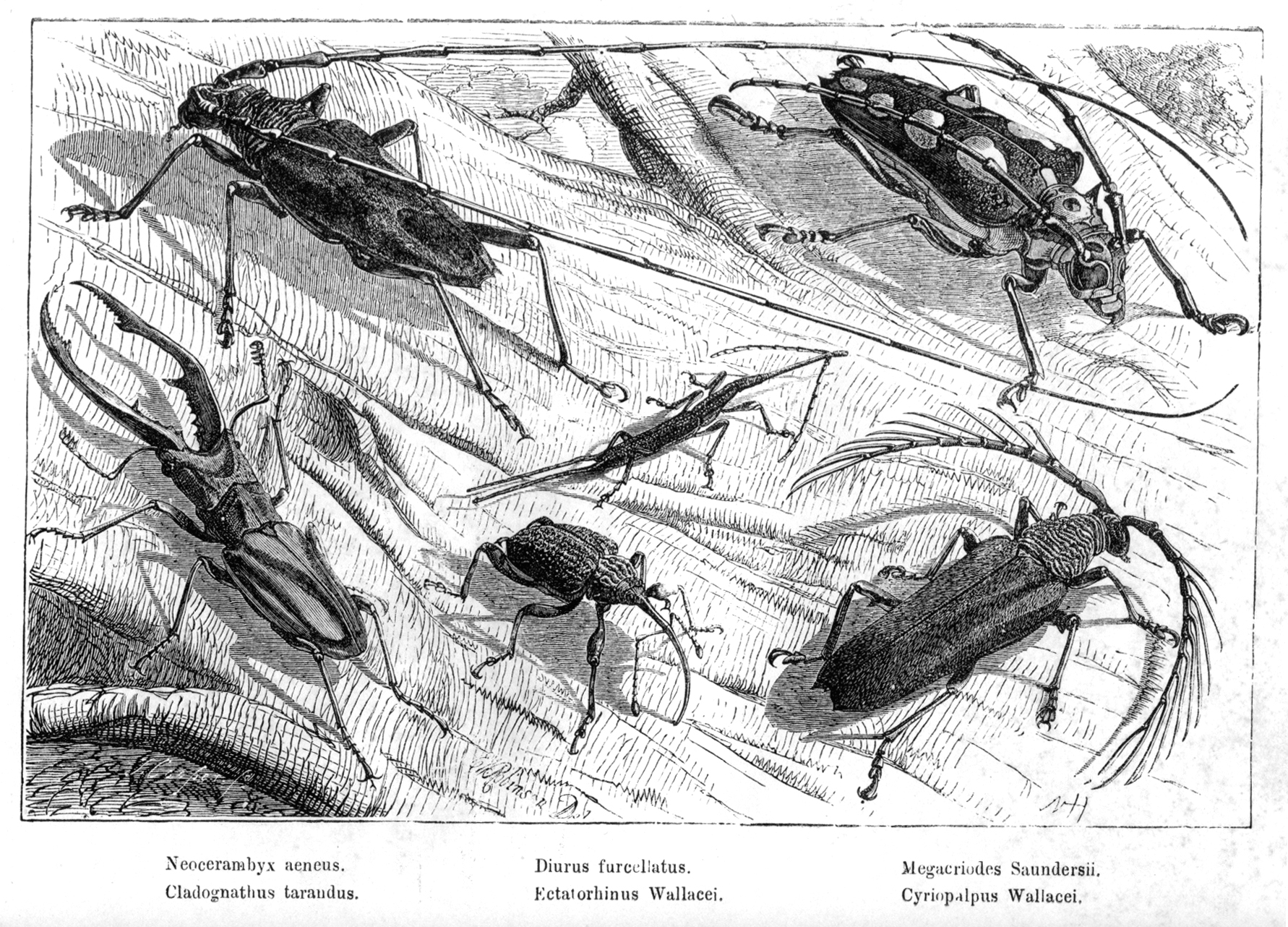